# هور السناف
هور السناف وهو أحد الاهوار في العراق شرق الناصرية ويتغذى من نهر الفرات وتبلغ مساحته 20600 دونم حيث يمتد من منطقة الكرماشيه جنوب سوق الشيوخ إلى ناحية كرمة بني سعيد توجد فيه أنواع عديده من الطيور الخضيري وازركي ودجاج ماء والبيوضي وتوجد فيه أنواع من الأسماك البني والكارب والشلك والحميري وتوجد فيه نباتات مائيه نبات القصب والبردي ونبات السعد وذيل البزون